# Szendrő (Szerbia)
Szendrő (szerbül: Смедерево / Smederevo) város Szerbiában, a Dunai körzet székhelye.

## Fekvése
Belgrádtól 48 km-re délkeletre a Duna jobb partján, a Nagy-Morava torkolatánál fekszik.

## Nevének eredete
Szerb neve a délszláv Smeder személynévből származik, jelentése: Smeder birtoka.

## Története

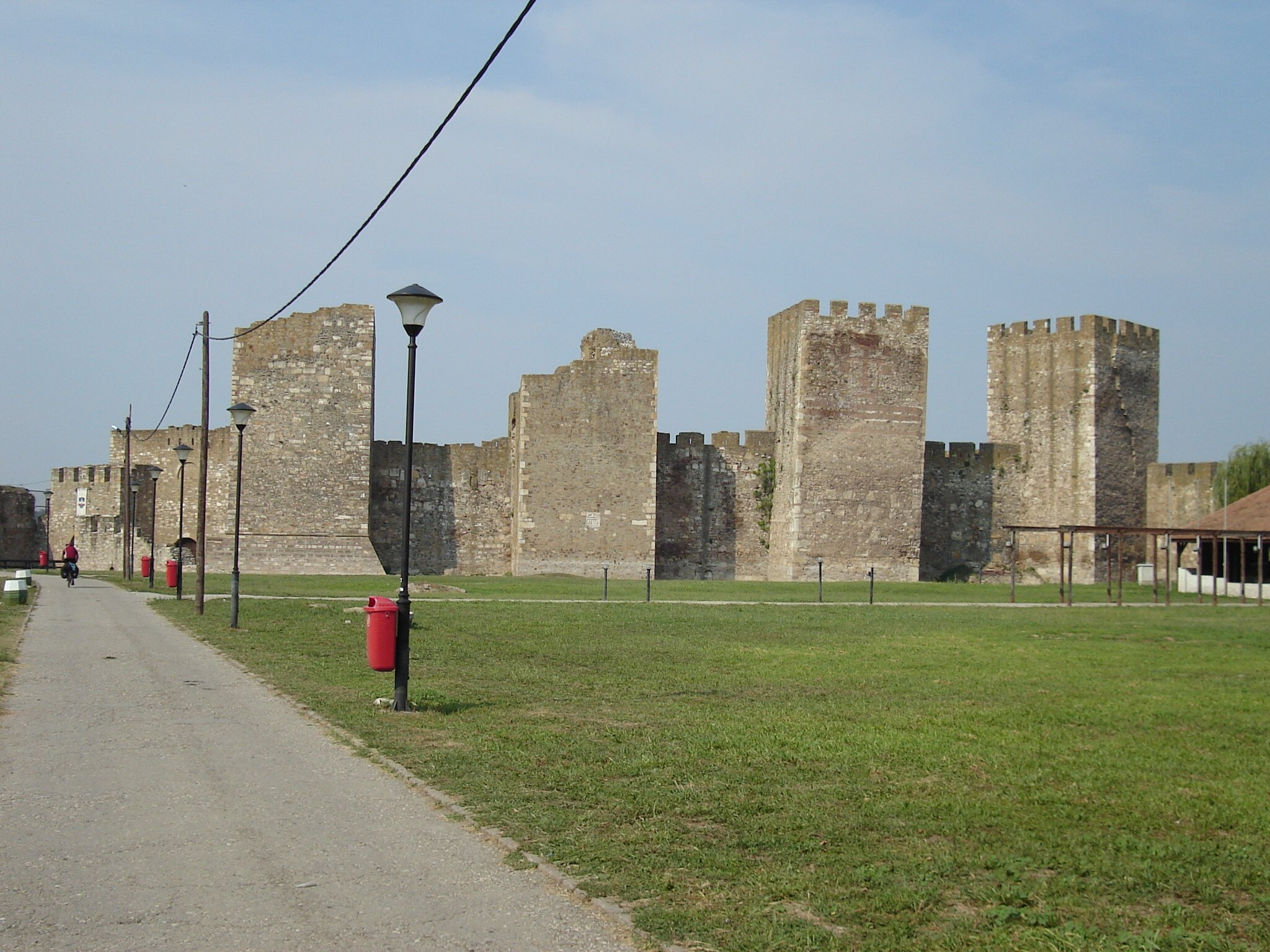
A vár maradványai

Helyén a rómaiak idején Vinceium nevű település állott. Híres vára a Morava folyó bal oldali mellékfolyója, a Jessova egykori torkolatánál áll, háromszög alaprajzú, egykor 21 tornya volt. A hagyomány szerint Brankovics György szerb despota építtette 1433 körül, aki itt is halt meg 1457-ben.
A végvárat, melyet Vég-Szendrőnek (Végszendrőnek) is neveztek, először 1413-ban foglalta el a török, 1437-ben a török sikertelenül ostromolta, mivel Szentmiklósi Pongrác felmentette. 1439-ben már nem tudták megakadályozni elfoglalását, de 1444-ben, a hosszú hadjárat sikerei nyomán ismét szerb kézre került. 1448-ban a vesztes rigómezei csata után Brankovics György szerb despota itt tartotta fogva Hunyadi János kormányzót, de mivel a magyar sereg ostrom alá vette a várat, szabadon engedte. 1454-ben Hunyadi János mentette fel a török ostrom alól. 1512-ben Szapolyai János eredménytelenül ostromolta.
1688-ban Habsburg kézre jutott, amikor Nándorfehérvár eleste után török őrsége feladta. 1690. szeptember 25-én ismét elfoglalta Köprülü Musztafa pasa nagyvezír. 1789. október 13-án a császári sereg foglalta vissza. (Német neve Semendria volt). Az első szerb felkelés idején, 1806-ban a szerbek ostrommal vették be. 1821-ben erősítették meg utoljára. 1867-ben szultáni rendelettel került végképp a Szerb Fejedelemséghez.
Az első világháborúban Szendrőt az Osztrák–Magyar Monarchia csapatai 1914-ben elfoglalták, a középkori várban 1918-ig hadifogolytábort működtettek. A második világháborúban a város német megszállás alá került, a várban lőszerraktárat rendeztek be. 1941. június 5-én egy nagy erejű lőszerrobbanás lerombolta az erőd egy részét, több ezer civil lakos – köztük a pályaudvaron álló zsúfolt személyvonat utasainak – életét kioltva.
Szendrő ma Szerbia egyik nagy ipari városa, itt van az ország legnagyobb acélgyára, a Sartid. 2003-ban 62 900 lakosa volt.

## Híres személyek
- A vár ostrománál hunyt el 1494. november 24-én Kinizsi Pál hadvezér, országbíró.
- Itt hunyt el 1838-ban Dimitrije Davidović, a szerb fejedelem első titkára.